# Embraer ERJ
Embraer ERJ — сімейство регіональних реактивних літаків, розроблених та виготовлених бразильською аерокосмічною компанією Embraer. Сімейство включає ERJ 135 (37 пасажирів), ERJ 140 (44 пасажири) і ERJ 145 (50 пасажирів), а також бізнес-джет Embraer Legacy 600 і сімейство військових літаків Embraer R-99.
Розробка ERJ 145 була розпочата в 1989 році. Його рання конструкція мала форму турбовентиляторної частини існуючого регіонального літака Embraer EMB 120 Brasilia з турбогвинтовим двигуном. Після того, як проект був тимчасово призупинений у 1990 році, на початку 1990-х років було розпочато роботу над переглянутою конфігурацією. Зберігши три сидіння в ряд, отримав нове стрілоподібне крило та був оснащений двома турбовентиляторними двигунами Rolls-Royce AE 3007, встановленими в задній частині фюзеляжу, для дальності польоту до 3,700 кілометрів. До моменту свого першого польоту 11 серпня 1995 року Embraer отримав 18 замовлень, 16 опціональних і 127 попередніх замовлень для цього типу. 10 грудня 1996 року ERJ 145 отримав сертифікат типу 6 квітня 1997 року почав працювати з ExpressJet Airlines.